# 道滘镇
道滘镇，是中国广东省东莞市下辖的一个镇，位于东莞市的西部，距離東莞城區約8公里，居民普遍使用粵語。总面积63平方公里，常住人口5.3万人，外来人口6万人。广深高速公路贯穿全境；东江南支流從镇区穿過，可以行驶300吨位轮船。
镇人民政府驻花园大街1号。
道滘鎮已有超過660年的悠久历史。明清龙舟竞赛習俗延續至今。道滘舊称“到滘”，又名“济川”，意思是到了河川相聚的地方。投资环境良好，近年來，吸引了來自世界各地的二百多家外商投资设厂。重点工程“东莞市物流中心”即将在此開展。
道滘镇农业是以城郊型为主，以蔬菜、番鸭苗、生猪、三鸟、塘鱼为主。“上口冬瓜”在二十世纪三十年代已闻名广州。道滘镇的“道滘裹蒸棕”、“道滘粥”、“道滘米粉”等地方美食远近闻名。

## 行政区划
道滘镇下辖以下地区：
兴隆社区、南城村、闸口村、北永村、永庆村、厚德村、蔡白村、南丫村、九曲村、大罗沙村、小河村、昌平村、大岭丫村和大鱼沙村。

## 人口
根据第七次全国人口普查数据，截至2020年11月1日零时，道滘镇常住人口为159502人。

## 铁路车站

### 地铁车站
- 东莞轨道交通1号线（建设中）：道滘站、道滘东站

### 城际车站
- 广惠城际铁路：道滘站